# Bernard Palissy

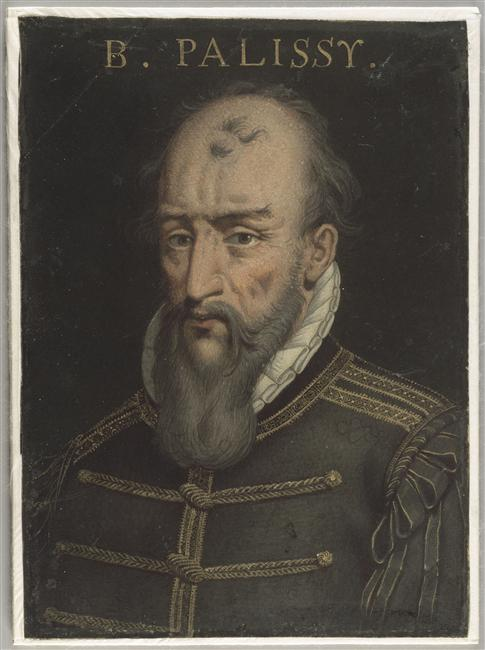
Bernard Palissy, miniatura del, Museo Nacional del Renacimiento, Ecouen, Francia.

Bernard Palissy (Lacapelle-Biron, 1510-Bastilla, París, 1590) fue un célebre ceramista francés. 
Aunque careció de una instrucción formal, tuvo muchas inquietudes y desarrolló muchas habilidades; se desempeñó como  pintor sobre vidrio, alfarero, orfebre, agrimensor, diseñador de jardines, químico, biólogo y escritor. Es famoso sobre todo por haber conseguido después de 16 años de intentos frustrados una loza esmaltada similar a la porcelana china. También es conocido por su defensa del ideal calvinista, en una época marcada por las guerras de religión. Participó activamente en la fundación de la Iglesia Reformada (protestante) de Saintes. Encarna en Francia el modelo del genio universal del Renacimiento.
La Base Palissy, base de datos sobre el patrimonio mobiliario de Francia, creada en 1989, honra su memoria.

## Biografía
Nacido en el seno de una humilde familia de artesanos cerca del pueblo de Agen, aprende el oficio de pintor vidriero. Para perfeccionar y completar sus conocimientos, realiza una gira de varios años por Francia, como era costumbre para los artesanos cualificados. En una fecha indeterminada se traslada a Saintes, en la provincia de Saintonge (actual Charente Marítimo), donde se gana el sustento alternando su profesión de vidriero con la de alfarero y de agrimensor, y emprende su investigación sobre los esmaltes. Se casa alrededor de 1540.
En 1543, los comisarios del Rey llegan a la región, entonces principal productora salinera de Francia, para establecer el impuesto conocido como gabela. Para ello, le encargan al año siguiente el mapeo detallado de las salinas de las marismas de Saintonge, una labor que dará lugar más tarde a la publicación de un estudio sobre la salicultura local. El dinero ganado gracias a su labor de agrimensor le permite dedicarse por completo a sus experimentos como ceramista, llevándole al cabo de varios años a la ruina económica.

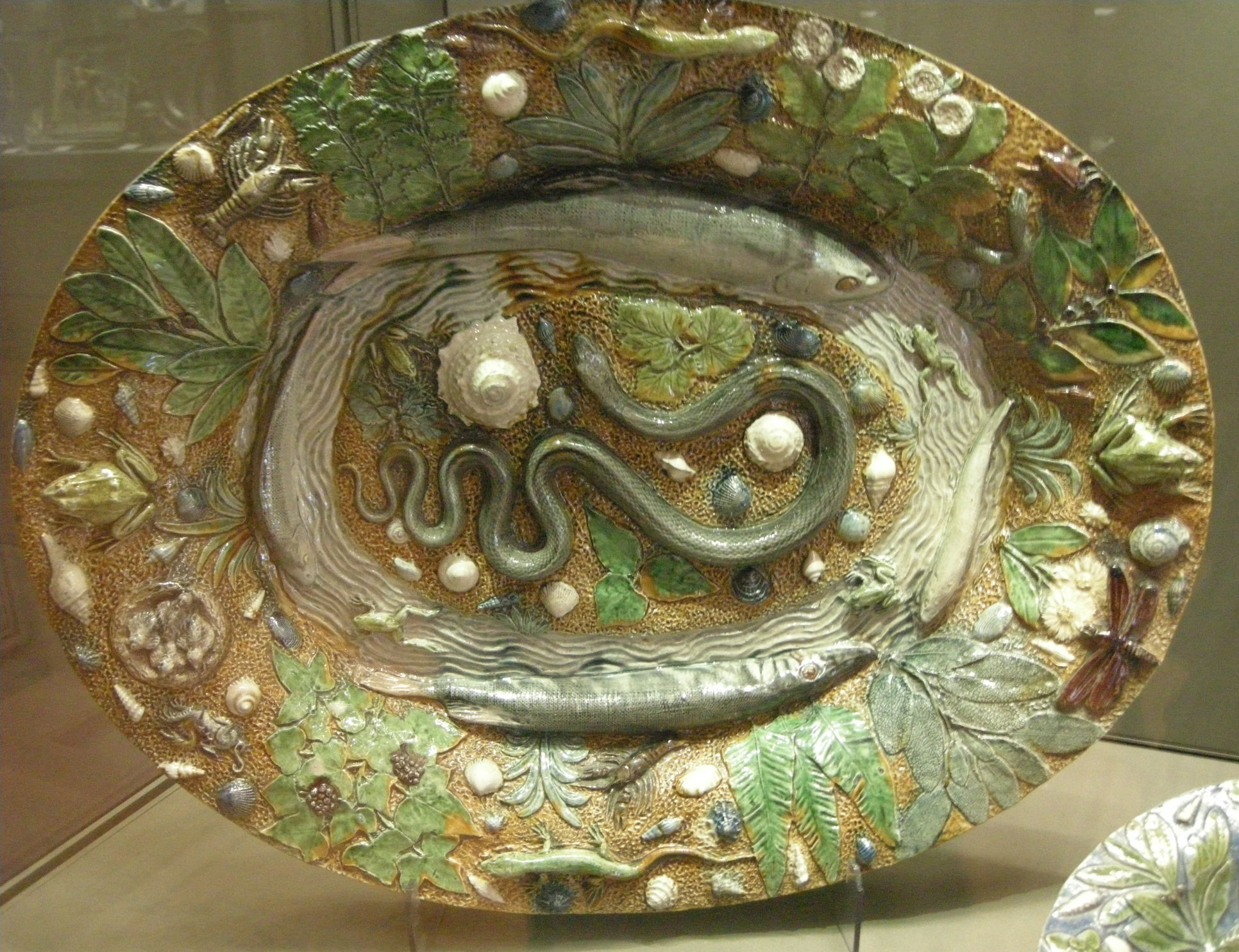
"Fuente rústica" de Bernard Palissy (museo del Louvre).

Tras grandes dificultades, Bernard Palissy consiguió descubrir en 1556 la técnica de fabricación de unos esmaltes blancos brillantes y resistentes, base de los esmaltes policromados cuyo secreto conocían los ceramistas chinos. Los ceramistas italianos ya dominaban esta técnica parecida a la mayólica, pero guardaban celosamente su fórmula. A partir del esmalte blanco, Palissy logra por fin que los diversos colores esmaltados se fundan a la misma temperatura. La producción cerámica de Bernard Palissy se componía sobre todo de jarrones, estatuillas, fuentes, platos y utensilios diversos a los que denomina "figurillas rústicas". Sus esmaltes le ganan enseguida un gran renombre.
En 1546 se convirtió al protestantismo. Pero tras la promulgación en 1559 del edicto del rey Enrique II contra los protestantes, es detenido en Saintes por hereje y encarcelado en Burdeos. Fue liberado gracias a la intervención del duque de Montmorency que le otorgó el título de "inventor de las rústicas figurillas del Rey", a fin de que Palissy gozara de la protección de los monarcas. La reina Catalina de Médicis le invitó a abrir un taller en el mismo palacio de las Tullerías y le encargó entonces diversas realizaciones, entre otras una "gruta renacentista", un capricho por entonces muy en boga en Italia. Pronto el taller de Palissy es desbordado por los encargos, y sus dos hijos, Pierre y Mathurin, trabajan con él.

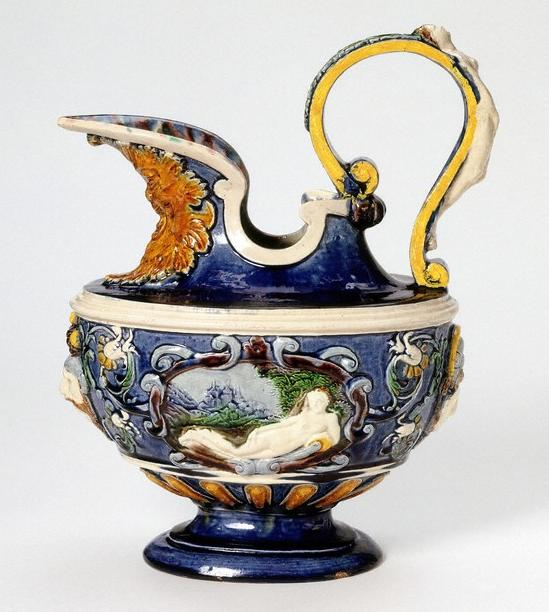
Jarra realizada por Bernard Palissy.

Durante la histórica matanza de San Bartolomé en 1572, Bernard logró refugiarse fuera de París, adonde volvió al poco tiempo. De 1575 a 1588, dio conferencias muy concurridas a las que acudía la élite científica parisina de la época. Decidió poner por escrito el contenido de sus clases, que fue publicado en 1580 bajo el título de Discursos admirables. Verdadero testamento intelectual, los Discursos tratan de sus estudios sobre las aguas, la agricultura, los minerales y las piedras, las conchas fósiles, las sales, la alfarería y los esmaltes. Contiene tratados de química, física y geología, y relata también sus vivencias, sus viajes y sus experiencias.
En 1588, la Liga de los nobles católicos se hace con París y Bernard Palissy es encarcelado en un calabozo de la Bastilla donde fallece en 1590. Un día, al visitar a los prisioneros, el rey Enrique III le habría dicho: Si usted no cambia de religión, me veré obligado a dejarlo en manos de sus enemigos. Con mucha dignidad, Palissy le contestó que él no permitiría que le obligasen a negar de su fe.
El cronista Pierre de Lestoile, amigo de Bernard de Palissy, escribió en su diario: 

En este año de 1590, murió en los calabozos de la Bastilla de Bussi el maestro Bernard Palissy, prisionero por su religión, a la edad de 80 años, y murió de miseria, necesidad y malos tratos. (...) La tía de este buen hombre (...) volvió allí al día siguiente para ver cómo se encontraba y descubrió que había muerto; y Bussi le dijo que si quería verle le encontraría sobre la muralla con sus perros, donde él había mandado que le arrastraran como perro que era.
Pierre de Lestoile, Registre-Journal du règne de Henri III, II, pág. 115.

## Legado
Su vida y las persecuciones que sufrió le convirtieron en mito en el siglo XVIII, el Siglo de las Luces, y los revolucionarios de 1789 vieron en él el prototipo del genio perseguido por la Iglesia. 

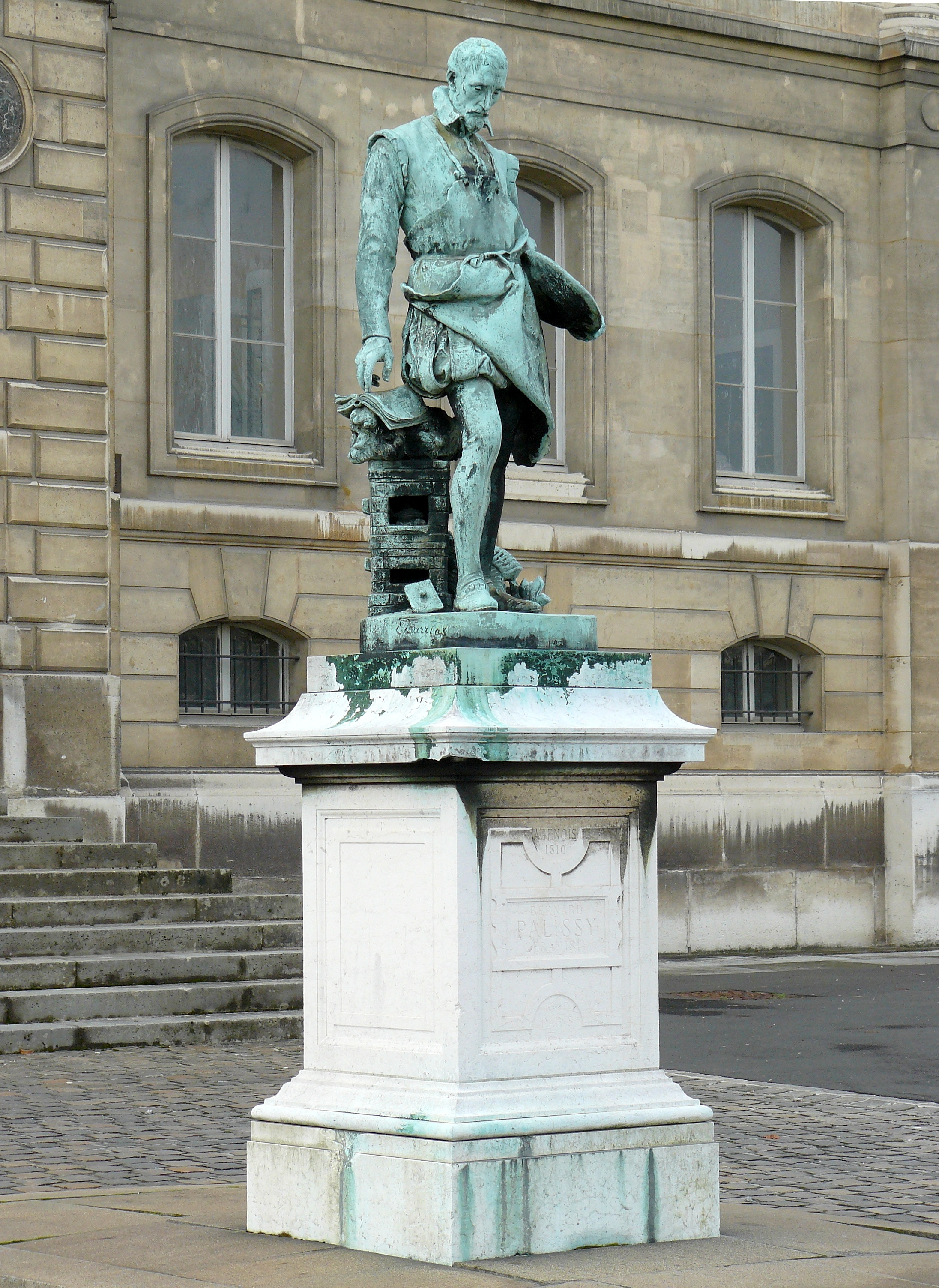
Estatua de bronce de Bernard Palissy, delante del Museo Nacional de Cerámica de Sèvres (obra de Louis-Ernest Barrias (1851-1905).

Aunque Palissy es mencionado en muchos documentos del siglo XVII sus contemporáneos, tanto científicos como artesanos, no se pronunciaron sobre su obra. En el siglo XVII, Palissy era conocido como el "campesino de Saintonge" (no sabía ni latín ni griego), aunque sus conocimientos sobre muchos temas eran muy superiores a los de los científicos de su época. Su observación del ciclo del agua y de la alimentación de los manantiales aún es considerado como válido, y sus trabajos sobre el papel de los sales minerales en la vida vegetal anuncian futuros descubrimientos en química. Pero sus escritos fueron olvidados y hubo que esperar al siglo XVIII para que fueran reeditados y que sus obras científicas gozaran de una admiración y un reconocimiento creciente.
Tras su reedición por el geólogo y vulcanólogo francés Barthélemy Faujas de Saint-Fond en 1777, científicos de prestigio como Buffon, Réaumur, Cuvier y Jussieu le elogiaron y vieron en él el fundador de la agronomía de la geología y de la química, y el primero en sentar las bases de la cristalografía. Lo referente al agua, la sal y varias técnicas agrícolas en la enciclopedia de Diderot y D'Alembert está directamente adaptado de sus estudios.
El siglo XIX redescubre a Palissy como el ejemplo del hombre sencillo, alejado de los manuales sabios (presumía de no leer libros) y de las ciencias de los doctores, capaz de desarrollar un pensamiento original e innovador. Es hugonote y mártir, y más allá de la Ilustración encarna el saber láico y la lucha por el progreso. Bernard Palissy inspiró a Balzac dos personajes de sus novelas: Balthazar Claës, protagonista de La búsqueda del absoluto, y David Séchard en Las ilusiones perdidas. En 1852, el poeta Lamartine le dedica líneas elogiosas en su libro Historia de la humanidad a través de sus hombres ilustres y alaba sus dotes de escritor. El culto creado en torno a la vida y obra de Bernard Palissy en el siglo XIX encontró pocos detractores, con la notable excepción del director de la Manufacture nationale de Sèvres, Alexandre Brongniart, que no le perdonaba el no haber divulgado el secreto de fabricación de sus esmaltes. En efecto, Palissy no creó escuela ni formó discípulos.
Es en el siglo XIX que el arte de Bernard Palissy volvió a despertar el interés de los ceramistas y de los coleccionistas, y se dio una corriente de seguidores como Charles Avisseau en Tours, Georges Pull en París o Alfred Renoleau en Angoulême. El entusiasmo por sus obras dio lugar a atribuciones abusivas de obras o fragmentos descubiertos, por lo que buena parte de su legado cerámico volvió a ser examinado por expertos a finales del siglo XX.
En los años 1920, el movimiento Art Nouveau desarrolló el "estilo Palissy", adaptando las antiguas "figuras rústicas" a las tendencias contemporáneas.
En el siglo XXI, varias de sus obras escritas son objeto de nuevas publicaciones, y desde el siglo anterior varios establecimientos de enseñanza llevan su nombre.

## Escritos de Bernard Palissy
En línea en Gallica:
- De l'art de terre, de son utilité, des esmaux et du feu (Del arte de tierra, de su utilidad, de los esmaltes y del fuego), Jacques Haumont, París, 1941
- Discours admirables de la nature, des eaux et fontaines (Discursos admirables sobre la naturaleza, las aguas y las fuentes), Martin le jeune, París, 1586
- Recepte véritable par laquelle tous les hommes de la France pourront apprendre à multiplier et augmenter leurs thrésors (Receta verdadera por la cual todos los hombres de Francia podrán aprender a multiplicar y a aumentar sus tesoros), Imprenta de B. Berton, La Rochelle, 1563